# Устинівка (Олевська міська громада)
Усти́нівка (до 07.06.1946 року — Юстинбург) — село в Україні, в Коростенському районі Житомирської області. Входить до складу Олевської міської громади. Населення становить 145 осіб.

## Географія
У селі річка Рокитна впадає у річку Пергу.

## Історія
У 1906 році слобода Юстинбург Юрівської волості Овруцького повіту Волинської губернії. Відстань від повітового міста 81 верст, від волості 12. Дворів 29, мешканців 146.
Під час організованого радянською владою Голодомору 1932—1933 років помер щонайменше 1 житель села.
В 1923—1954 роках входило до складу Перганської сільської ради. До 2017 року орган місцевого самоуправління — Замисловицька сільська рада.

## Населення
Згідно з переписом УРСР 1989 року чисельність наявного населення села становила 217 осіб, з яких 102 чоловіки та 115 жінок.
За переписом населення України 2001 року в селі мешкали 144 особи. 100 % населення вказало своєю рідною мовою українську мову.